# هيمستيده
هيمستيده Heemstede  هي مدينة وبلدية بمقاطعة شمال هولندا، هولندا.

## طوبوغرافيا
خريطة طوبوغرافية هولندية لبلدية هيمستيده، يونيو 2015، (تقرأ بعد ثلاث نقرات على الخريطة).

## توأمة
لهيمستيده اتفاقيات توأمة مع كل من:
- ليمينغتون سبا (1987 - )
- أنسيو

## أعلام
- فلورتجي ديزنج
- يوهان نيسكينز
- بيير ماسيني
- ديرك مولر
- كورنيليس ويبر
- لويس بيسبروك
- تييري بوديه
- ألبرت دي جونغ
- كورنيليس أندريس باكر